# Opazimeter

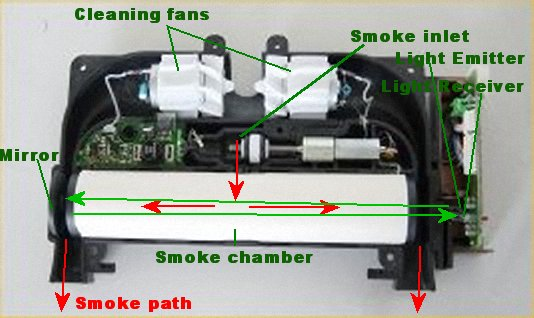

Ein Opazimeter ist ein Messgerät zur Trübungsmessung bei Gasen und Flüssigkeiten. Der Begriff wird vor allem für Geräte zur Messung der Abgastrübung von Dieselfahrzeugen verwendet, die als grobes Maß für den Partikelgehalt des Abgases dient.
Es enthält eine längliche, vom Abgas durchströmte Kammer, an deren einem Ende sich eine starke Lichtquelle befindet und an deren anderen Ende ein optischer Sensor. Gemessen wird die Abschwächung des durchgehenden Lichtstrahls durch die im Abgas enthaltenen Partikel. Durch Heizungen oder Luftvorhänge wird verhindert, dass auf den Optiken ein Rußbelag verbleibt.
Einsatzgebiete sind die Untersuchung des Motormanagements und Abgasreinigungssystems sowie Messungen an Prüfständen.